# La Madrila
La Madrila es un barrio de la ciudad española de Cáceres perteneciente al distrito Oeste. A 1 de enero de 2022 tenía una población de 1600 habitantes según el padrón municipal.
Es conocida por su bares y por el ambiente que se desarrolla en los fines de semana. Está dividida en dos zonas: La Madrila Alta, cuya arteria principal es la calle Doctor Fleming, donde se concentra una alta cantidad de bares; y la Madrila Baja, cuya referencia principal es la plaza de Albatros, donde se concentran discotecas importantes de la ciudad.

## Historia
La Madrila saltó a la prensa nacional tras los incidentes ocurridos la madrugada del 12 al 13 de octubre de 1991, cuando centenares de jóvenes arrasaron la zona comercial de la ciudad en protesta por la orden de la gobernadora civil de que todos los locales cerraran a las 3:30 horas, cuando la costumbre era que los locales de la barriada estuvieran abiertos hasta las cinco, las seis o las siete de la mañana. Entre otros incidentes, se quemó el salón de actos del Edificio Múltiples, centro administrativo de la provincia, y se le colocó a una estatua del conquistador Hernán Cortés una farola a modo de espada.
En febrero de 2002 también se produjeron incidentes como consecuencia del cierre de locales en el barrio, con concentraciones ruidosas en protesta. La vigilancia policial del botellón en la plaza Mayor provocó que muchos jóvenes se desplazaran a hacer botellón a la plaza de Albatros. El 6 de octubre de ese mismo año hubo disturbios con barricadas en la plaza de Albatros y destrozos de señales de tráfico en la avenida Primo de Rivera (actual avenida Clara Campoamor).
El martes 13 de marzo de 2012, como consecuencia de años de quejas de los vecinos por supuestos ruidos, se ordenó en un proceso judicial cerrar ocho de los dieciséis locales de La Madrila, provocando inmediatas reacciones a través de Internet.